# شبحاوات
الشبحاوات (الاسم العلمي: Phasmatinae) هي أسرة من الحشرات تتبع فصيلة الشبحات من رتبة الشبحيات.

## أجناس الشبحاوات
- الشبحاوية
  - الشبحة
  - شويبح